# Hebridochernes salomonensis
Espèce
Hebridochernes salomonensis est une espèce de pseudoscorpions de la famille des Chernetidae.

## Distribution
Cette espèce est endémique de Guadalcanal aux Salomon.

## Description
Le mâle holotype mesure 2 mm et la femelle paratype 2,2 mm.

## Publication originale
- Beier, 1966 : Die Pseudoscorpioniden der Salomon-Inseln. Annalen des Naturhistorischen Museums in Wien, vol. 69, p. 133-159 (texte intégral).